# Escut dels Torms
L'escut oficial dels Torms té el següent blasonament: 
Escut caironat: de sinople, tres torms d'or malordenats. Per timbre, una corona mural de poble.

## Història
El dia 1 d'agost de 2017, el Ple de l'Ajuntament dels Torms va acordar iniciar l'expedient d'adopció de l'escut heràldic del municipi. El consistori va assumir com a escut un que, com a representació gràfica del nom del municipi, incorpora tres torms.
En sessió de 10 de desembre de 2020, el Ple de l'Ajuntament aprovava l'escut heràldic municipal amb el quòrum de la majoria absoluta del nombre legal de membres de la corporació.
La direcció general d'Administració Local donava conformitat a la versió actual el 22 de desembre del 2020 i en publicava la resolució al DOGC el 19 de febrer del 2021 amb el número 8.345.